# Părvomaj
Părvomaj (bulgariska: Първомай) är ett distrikt i Bulgarien.   Det ligger i kommunen Obsjtina Petritj och regionen Blagoevgrad, i den centrala delen av landet, 170 km öster om huvudstaden Sofia.